# قهوه‌ای خاکستری
قهوه‌ای خاکستری یک رنگ تیرهٔ قهوه‌ای خاکستری است. این کلمه از نام فرانسوی taupe به معنای «موش کور» گرفته شده‌است. این نام در ابتدا فقط به رنگ متوسط موش کور اروپایی اشاره داشت، اما با آغاز دهه ۱۹۴۰، استفاده از آن گسترش یافت و طیف گسترده‌تری از سایه‌ها را دربر گرفت.
با توجه به فرهنگ لغت رنگ، نخستین استفاده از "taupe" به عنوان نام رنگ در انگلیسی در اوایل قرن نوزدهم میلادی بود. اما نخستین استناد ثبت‌شده توسط فرهنگ انگلیسی آکسفورد مربوط به سال ۱۹۱۱ است. در سال ۱۸۴۶ ادعا شد که "تمام سایه‌های خاکستری مد روز هستند، به ویژه خاکستری مرواریدی، خاکستری آهنی، و قهوه‌ای خاکستری".

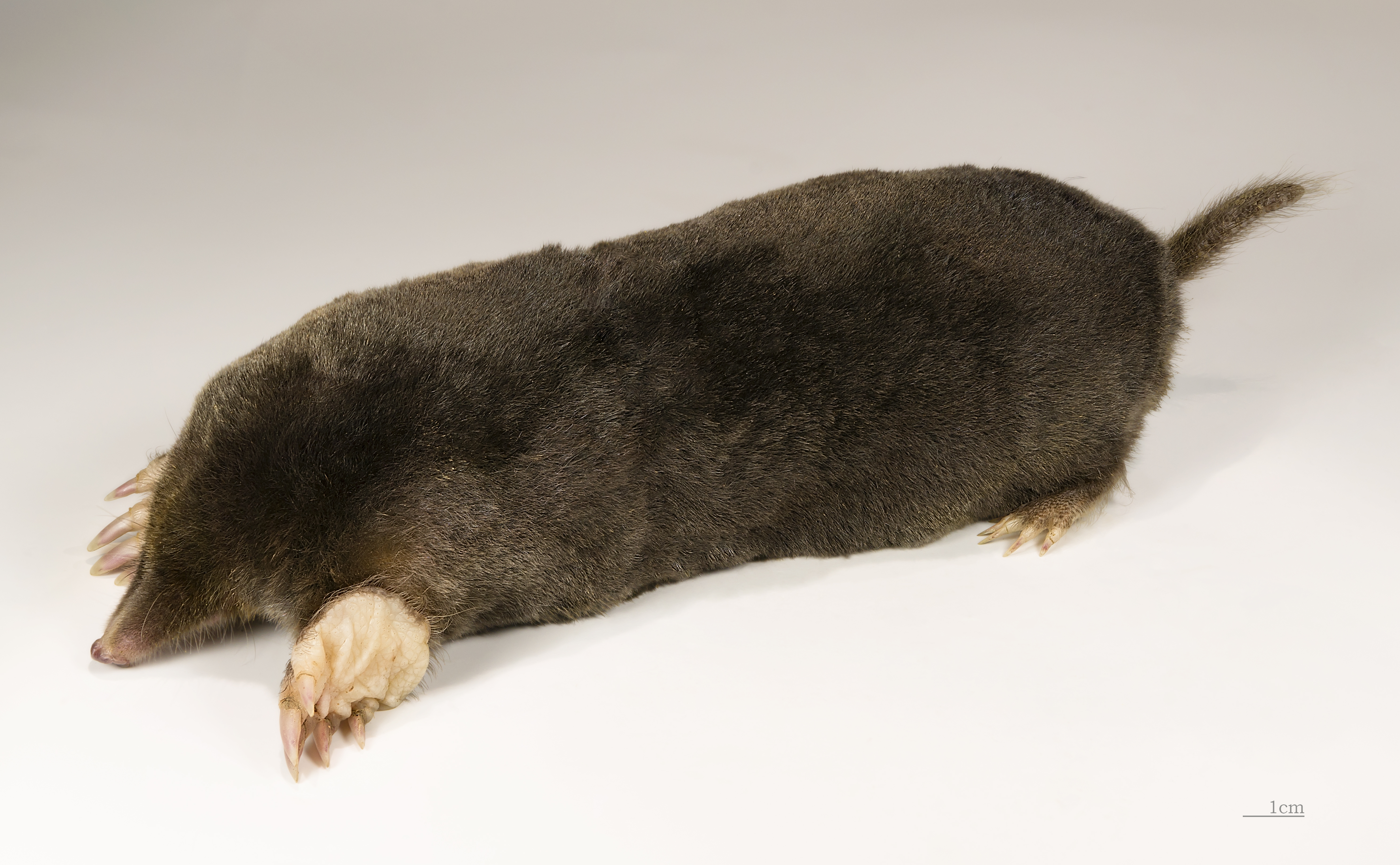
یک موش کور